# Madárijesztő (Odaát)
A Madárijesztő (Scarecrow) az Odaát című televíziós sorozat első évadának tizenegyedik epizódja.

## Cselekmény
John felhívja fiait és megkéri őket, ne folytassák tovább a keresését, ugyanis ráakadt Mary és Jessica gyilkosára. Lediktál a fivéreknek néhány fiatal pár neveit, akik rejtélyes módon mind egy helyen, egy indianai kisvárosban tűntek el nyomtalanul. Dean megígéri apjának, hogy utánanéz az ügynek, Sam viszont később közli bátyjával; ő nem áll le John keresésével, és részt akar venni a démon utáni hajszában. A fivérek így összevesznek, majd külön utakon indulnak tovább: Dean apja kérése szerint az indianai Burkittsville-be veszi az irányt, Sam pedig az országút mellett, gyalog indul Sacramentóba, a fogadott telefonhívás száma alapján ugyanis apja ott tartózkodhat.
Miután megérkezett a kisvárosba, Dean megismerkedik egy helyi lánnyal, Emily-vel, aki a nagybátyjával és nagynénjével él a környéken. Deant a helyiek útbaigazítják az eltűnések helyszínére; egy gyümölcsöshöz, ahová a fiú el is látogat. Míg körbemegy az EMF-mérőjével, feltűnik neki egy rémisztő kinézetű madárijesztő. Visszatérve a településre, megtudja, hogy az egyik étteremben ülő pár szintén a gyümölcsösön akar átkelni éjszaka, ám mikor megpróbálja őket lebeszélni erről, a seriff tűnik fel, és zaklatás okán kitoloncolja a fiút a városból. Dean azonban nem megy el; mikor a pár az erdőn átkelve kénytelen lesz kiszállni lefagyott autójukból, a madárijesztő megtámadja őket, ám Dean hősiesen megjelenik, és sóval töltött puskájával elijeszti a szörnyeteget. Ez idő alatt Sam stoppolás közben összeismerkedik egy szintén stoppos lánnyal, Meg Masters-szel, aki szintén Kaliforniába tart, illetve akivel később a buszpályaudvaron múlatja az időt, és kiönti neki a szívét bátyjáról. Dean kutatni kezd a rejtélyes madárijesztő után, így előbb-utóbb rádöbben, hogy egy vanírral áll szemben, ami az északi népek mitológiája szerint, emberáldozatokért cserébe a várost védi, elpusztítani pedig csak az őt tápláló szent fa megsemmisítésével lehet. A fiú felhívja öccsét, és elmondja, mi áll az ügy hátterében. Ugyan az egyik helyi professzornál még kutakodni akar, a seriff rátámad Deanre, majd leüti és egy pincébe zárja, ahová később aztán Emily is kerül. A két fiatal rájön, őket szánják a vanír következő áldozatának. Mivel testvére nem válaszol telefonhívására, Meg ellenkezése ellenére, Sam elindul, hogy megkeresse bátyját, akit időközben éjszakára Emily-vel együtt kikötöztek a helyiek a gyümölcsösbe. Mikor sötétedés után a vanír elmozdul a helyéről, végszóra feltűnik Sam, és kiszabadítja a két foglyot, ám a seriff és több helyi állja el az útjukat. Váratlanul ismét megjelenik a vanír, és leszúrva Emily nagybátyját és nagynénjét, őket veszi áldozatául, és elhurcolja őket. Míg a többiek elrohannak a helyszínről, Deanék megkeresik a madárijesztő szent fáját, és felgyújtják, remélve, hogy ezzel a vanírnak is vége.
Másnap reggel a fivérek kiviszik Emily-t a buszmegállóba, a lány ugyanis úgy gondolja, elutazik bostoni rokonaihoz. Dean és Sam kibékülnek, és belátják, együtt kell folytatniuk útjukat.
Időközben másutt, az országút mellett Meget felveszi egy férfi, a fuvar során azonban a lány megkéri a sofőrt, húzódjon félre egy kicsit. Amint ezt a férfi megtette, Meg egy pengével elvágja a torkát, a csordogáló vért pedig egy tálkába összegyűjtve, egy rituálé során kapcsolatba lép démoni apjával, aki nem más, mint a Sárgaszemű démon...

## Természetfeletti lények

### Madárijesztő / Vanír
A vanírok az északi népek, főként Skandinávia mitológiájában a védelem és a felvirágzás istenei, melyek településeket védelmeznek. Egyes falvak, városok a vanír képmását építették fel szántóföldjeiket, madárijesztő képében, illetve egy férfiből és egy nőből álló emberáldozatot mutattak be neki, cserébe a termés jó minőségéért és a környék védelméért. Elpusztítani csupán az őt tápláló szent fa felégetésével lehet.

### Démonok
A démonokat a folklórban, mitológiában és a vallásban egyaránt olyan természetfeletti lényként, gonosz szellemként írják le, melyeket meg lehet idézni, és irányítani is lehet. Közeledtüket általában elektromos zavarok jelzik, maguk mögött pedig ként hagynak.

## Helyszínek
- 2006. április 8. és 15. közötti valamelyik 4 nap – Burkittsville, Indiana

## Zenék
- Creedence Clearwater Revival – Lodi
- Bad Company – Bad Company
- Colepitz – Puppet

## Külső hivatkozások
- Supernatural-Scarecrow az Internet Movie Database oldalon (angolul)